# 第3回日本アカデミー賞
第3回日本アカデミー賞は1980年（昭和55年）3月29日に行われた日本アカデミー賞の発表・授賞式。
京王プラザホテルで開催され、司会は山城新伍が務めた。日本テレビが中継し、『土曜スペシャル』で放送した。

## 最優秀作品賞
- 復讐するは我にあり

### 作品賞ノミネート
- あゝ野麦峠
- 衝動殺人 息子よ
- 太陽を盗んだ男
- もう頬づえはつかない

## 最優秀監督賞
- 今村昌平（復讐するは我にあり）

### 監督賞ノミネート
- 神代辰巳（赫い髪の女）
- 木下惠介（衝動殺人 息子よ）
- 長谷川和彦（太陽を盗んだ男）
- 山本薩夫（あゝ野麦峠）

## 最優秀脚本賞
- 馬場当（復讐するは我にあり）

### 脚本賞ノミネート
- 荒井晴彦（赫い髪の女／神様のくれた赤ん坊／ワニ分署）
- 木下惠介／砂田量爾（衝動殺人 息子よ）
- 新藤兼人（絞殺／配達されない三通の手紙）
- 服部佳（あゝ野麦峠）

## 最優秀主演男優賞
- 若山富三郎（衝動殺人 息子よ）

### 主演男優賞ノミネート
- 渥美清（男はつらいよ 翔んでる寅次郎／男はつらいよ 寅次郎春の夢）
- 緒形拳（復讐するは我にあり）
- 沢田研二（太陽を盗んだ男）
- 松田優作（蘇える金狼）

## 最優秀主演女優賞
- 桃井かおり（神様のくれた赤ん坊／もう頬づえはつかない）

### 主演女優賞ノミネート
- 大竹しのぶ（あゝ野麦峠）
- 高峰秀子（衝動殺人 息子よ）
- 松坂慶子（配達されない三通の手紙）
- 宮下順子（赫い髪の女）

## 最優秀助演男優賞
- 菅原文太（太陽を盗んだ男）

### 助演男優賞ノミネート
- 地井武男（あゝ野麦峠／黄金の犬／トラック野郎 熱風5000キロ）
- 夏木勲（黄金の犬／戦国自衛隊／闇の狩人）
- 三國連太郎（復讐するは我にあり）
- 山﨑努（夜叉ヶ池）

## 最優秀助演女優賞
- 小川眞由美（配達されない三通の手紙／復讐するは我にあり）

### 助演女優賞ノミネート
- 倍賞千恵子（男はつらいよ 翔んでる寅次郎／男はつらいよ 寅次郎春の夢）
- 倍賞美津子（復讐するは我にあり）
- 原田美枝子（あゝ野麦峠／その後の仁義なき戦い）
- 友里千賀子（あゝ野麦峠／俺たちの交響楽／月山）

## 最優秀音楽賞
- 佐藤勝（あゝ野麦峠／英霊たちの応援歌／真田幸村の謀略／闇の狩人）

### 音楽賞ノミネート
- 芥川也寸志（配達されない三通の手紙／日蓮）
- 池辺晋一郎（子育てごっこ／復讐するは我にあり）
- 木下忠司（衝動殺人 息子よ／トラック野郎シリーズ）
- 冨田勲（夜叉ヶ池）

## 最優秀撮影賞
- 姫田真佐久（復讐するは我にあり）

### 撮影賞ノミネート
- 岡崎宏三（衝動殺人 息子よ）
- 川又昂（配達されない三通の手紙）
- 小林節雄（あゝ野麦峠）
- 鈴木達夫（太陽を盗んだ男）

## 最優秀照明賞
- 岩木保夫（復讐するは我にあり）

### 照明賞ノミネート
- 佐久間丈彦（衝動殺人 息子よ）
- 小林松太郎（配達されない三通の手紙）
- 下村一夫（あゝ野麦峠）
- 熊谷秀夫（太陽を盗んだ男）

## 最優秀美術賞
- 粟津潔／朝倉摂／横山豊（夜叉ヶ池）

### 美術賞ノミネート
- 間野重雄（あゝ野麦峠）
- 佐谷晃能（処刑遊戯／復讐するは我にあり／蘇える金狼）
- 重田重盛（衝動殺人 息子よ）
- 横尾嘉良（悪魔が来りて笛を吹く／太陽を盗んだ男）

## 最優秀録音賞
- 渡会伸（あゝ野麦峠／子育てごっこ）

### 録音賞ノミネート
- 橋本文雄（赫い髪の女／戦国自衛隊／天使のはらわた 赤い教室）
- 平松時夫（神様のくれた赤ん坊／夜叉ヶ池）
- 紅谷愃一（限りなく透明に近いブルー／太陽を盗んだ男）
- 吉田庄太郎（復讐するは我にあり）

## 最優秀外国作品賞
- ディア・ハンター

### 外国作品賞ノミネート
- 木靴の樹
- 旅芸人の記録
- チャンプ
- ビッグ ウェンズデー

## 話題賞

### 作品部門
- 銀河鉄道999

### 俳優部門
- 松坂慶子